# Gurgel de Faria
Luiz Alberto Gurgel de Faria (Recife, 8 de julho de 1969) é um magistrado brasileiro, atual ministro do Superior Tribunal de Justiça (STJ).

## Carreira
Gurgel de Faria formou-se bacharel em direito pela Universidade Federal do Rio Grande do Norte em 1991. Concluiu mestrado (1999) e doutorado (2009) pela Universidade Federal de Pernambuco. É professor do Departamento de Direito Público da Universidade Federal do Rio Grande do Norte desde 1997.
Foi técnico judiciário (1990-1993) e juiz do trabalho (1993) no Tribunal Regional do Trabalho da 21.ª Região. Tornou-se juiz federal em 1993, sendo promovido pelo critério de merecimento para o Tribunal Regional Federal da 5ª Região em 2000.
Em 2014, foi nomeado ministro do STJ, em vaga destinada a membro de Tribunal Regional Federal.